# Una rivoluzione di sé
Una rivoluzione di sé, sottotitolato La vita come comunione (1968-1970), è un saggio del sacerdote cattolico e teologo Luigi Giussani, fondatore del movimento Comunione e Liberazione, pubblicato nel 2024.

## Storia editoriale
Nel volume sono raccolte le trascrizioni inedite delle lezioni tenute da don Luigi Giussani ai membri del Centro Culturale Charles Péguy di Milano tra il 1968 e il 1970. A metà degli anni sessanta, dopo aver lasciato la guida di Gioventù Studentesca, Giussani iniziò coinvolgersi con il centro culturale, una iniziativa nata a Milano nel 1964 da un gruppo di adulti e universitari che avevano conosciuto il movimento da studenti delle superiori, e che prendeva il nome dal poeta francese Charles Péguy, autore dei Misteri, testo molto amato dal sacerdote brianzolo. Il Centro Culturale Péguy, dopo la sostanziale dissoluzione di Gioventù Studentesca privata della guida di Giussani e nei tumulti del Sessantotto, fu il nucleo iniziale su cui si sviluppò, all'inizio degli anni settanta, il movimento di Comunione e Liberazione.
I testi raccolti nel volume, curati da Davide Prosperi, presidente della Fraternità di Comunione e Liberazione, sono le trascrizioni accurate delle lezioni dell'epoca, le cui registrazioni sono conservate presso l'archivio storico del movimento, e mantengono, nelle intenzioni, la ricchezza espressiva e il ritmo dei discorsi orali originali.

## Edizioni
- Luigi Giussani, Una rivoluzione di sé. La vita come comunione (1968-1970), a cura di Davide Prosperi, 1ª ed., Milano, Rizzoli, luglio 2024,  p. 324, ISBN 978-88-17-18991-0.